# Волфрам Леве
Волфрам Леве (14. мај 1945) бивши је источнонемачки фудбалер.

## Биографија
Леве је скоро целу каријеру играо за Локомотиву из Лајпцига (1964-1980).
За репрезентацију Источне Немачке је дебитовао 17. маја 1967. године против Шведске. Одиграо је 43 утакмице у дресу са државним грбом и постигао 12 голова. Као члан олимпијског тима Источне Немачке, освојио је златну медаљу на играма у Монтреалу 1976. године. Учествовао је на ФИФА Светском првенству 1974. године у Западној Немачкој.

## Успеси

### Клуб
- Куп Источне Немачке: 1976.

### Репрезентација
Источна Немачка
- Олимпијске игре: златна медаља Монтреал 1976.